# Lili Ledy
Lili-Ledy fue una fábrica mexicana de juguetes mexicanos con presencia entre los años 1970 y los años 1980.

## Historia
La empresa inicia sus ventas a mediados de los años 1950 por José Ciklik Persky y su esposa la señora Simón Schneider en las calles de Villalongin, en la colonia Cuauhtémoc en la Ciudad de México. Dado el crecimiento de la empresa, se traslada a las calles de Av. 5 en Naucalpan de Juárez, Estado de México con la razón social "Novedades Plásticas, que posteriormente cambio a Compañía Industrial de Novedades Plásticas y Metálicas, S.A. de C.V.", debido nuevamente al crecimiento de la empresa, se traslada en 1971 a la avenida Sor Juana Inés de La Cruz n.º 33 en Tlalnepantla de Baz, Estado de México.  
La empresa fue vendida al Grupo General Mills en el año 1975, cambiando su nombre por LILÍ LEDY, S.N.C., S.A. de C.V. Posteriormente, cambio de razón social nuevamente a LILÍ LEDY, S.A de C.V. debido a que todos la conocían con el nombre comercial hasta el cierre de la misma, en enero de 1985. 
Existe una entrevista con José Saldaña, ex-empleado de la extinta fábrica de juguetes Lilí-Ledy.

## Mercado e Historia de los Juguetes "Lilí Ledy"
Lilí-Ledy contaba con dos líneas de juguetes: Lilí, dedicada a las niñas, y Ledy, hacía los niños.
Una de sus muñecas más famosas fue Lagrimitas Lilí, la cual secretaba de los ojos un líquido similar a lágrimas.
Dentro de los artículos dirigidos a las niñas, contaban con muñecas que caminaban y hablaban, de acuerdo a cada edad de la niña. Las más populares se ostentaron de los nombres Gisela, Karla, Linda y Lorena, las cuales variaban entre 45 hasta 90 cm de altura. Posteriormente unas contaban con mecanismo de caminar y otras caminaban y reproducían grabaciones, dando la impresión de hablar.
Dado el éxito en Estados Unidos de la muñeca Barbie se hizo un convenio con Mattel, para su fabricación destinada al mercado de México. Este convenio fue roto después de tres años. Posteriormente, Novedades Plásticas creó una muñeca con características similares a Barbie, la cual fue llamada Bárbara, intentando así la compañía recuperar el mercado creado anteriormente con un nombre similar. Posteriormente se creó una amiga para esta muñeca, llamada "Señorita Lilí", con una característica más juvenil y con algunos cambios como el ser parlante, contar con crecimiento del cabello, y una infinidad de vestuario y accesorios. Posteriormente se creó a «Ricardo»: amigo de estas dos muñecas.
También fue muy popular entre las niñas el Horno Mágico Lilí-Ledy, que era un horno eléctrico en color rosa y en el que con el calor de un foco en su interior, podían hornearse pequeños pasteles, hechos con harina de la marca Pronto.
Para el mercado infantil masculino, Lilí-Ledy introdujo en México a los Hombres de Acción, llamados posteriormente Aventureros de Acción, que eran reediciones de las figuras G. I. Joe producidas por la compañía Hasbro en Estados Unidos. Estas figuras contaban con equipos y vestuarios de aventura y rescate. Un gran éxito en esta línea fue El Comandante Parlante, una figura de acción con sistema de voz con patente mexicana, el mismo sistema utilizado en Bárbara Parlante.
A mediados de los años sesenta sacaron al mercado unos autos que se maniobraban por medio de un chicote y engranes. Uno de estos fue el Thunderbird Ledy. Era un vehículo era de color verde agua modelo 1962-1963, que traía un botón para encender sus luces delanteras. Al estar entonces de moda el programa televisivo de Batman, la compañía produjo el Batimóvil, con Batman y Robin, de color azul rey y con el mismo mecanismo eléctrico del Thunderbird.
Lilí-Ledy también fabricó autopistas eléctricas con un transformador de corriente. Una de ellas fue la Autopista "Selectrónica Carrera Panamericana" que contenía tramos rectos, curvos, dos tramos de cambio de carril automático, barreras protectoras para las curvas, un contador de vueltas, aceleradores eléctricos para cada competidor, soportes para armar la pista en ocho, dos autos con luz y dos sin luz, de las marcas Ferrari y Corvette Stingray 1965. En total contaba con 51 piezas. Al final de su cuaderno de instrucciones de armado estaba incluido el catálogo de cada parte junto con sus precios respectivos.
Lilí-Ledy fabricó después unas autopistas con función mecánica como "La Autopista 500 Millas" que se montaba sobre en unos pilotes, varias piezas rectas y curvas de dos carriles unidos con una lanzadera. En su parte superior la pista se cubría con un acrílico, para que los carros no salieran volando; estos eran de la marca Bólidos.
Otros juguetes suyos fueron los "Aristochoques", unos vehículos de plástico que se aceleraban mediante un motor de fricción y se desmantelaban al impactarse de frente, para después ser rearmados por el usuario.
Debe incluirse la línea completa de muñecas Mini-Discos, las cuales cantaban, recitaban y «platicaban». Tal es el caso de Belinda Lilí, Rosalinda Lilí, Marylinda Lilí, Miss Carolinda Lilí, Nora Lilí, Leonora Lilí, Graciela Lilí, entre otras. Tenían un sistema de voz en su espalda muy similar al sistema "Ozen" de las muñecas italianas SEBINO de la misma época. La voz grabada en los Mini-Discos Lilí en los años 1970 es marca registrada y tiene derechos de autor.
Lilí-Ledy también se dedicó en el campo del ferromodelismo fabricando exclusivamente para México trenes eléctricos, algunos decorados con los emblemas de los Ferrocarriles Nacionales de México.
Lilí-Ledy tuvo juguetes de patente extranjera, pero algunos eran adaptados y hasta mejorados, como es el caso del Avión-Jet Gigante Ledy (Panther Jet de Irwing para G.I. Joe). Este avión tuvo dos versiones en México: de fricción remota o eléctrico a baterías. Este último fue un avión parlante que reproducía el audio de escenas aéreas de acción. En el mismo caso se encuentra la Patrulla Parlante Ledy, que era un carro patrulla Ford Galaxie 500 con sistema de voz que reproducía de manera auditiva escenas policiacas con realismo. Además estaba el robot de la serie televisiva estadounidense «Perdidos en el Espacio». La figura original –producida por la compañía estadounidense Remco– no producía sonido, pero el hecho en México por Lilí Ledy contaba con un mecanismo que lo generaba. Este modelo se llamó «MAQ».
La compañía lanzó al mercado –a finales de la década de 1970– la plastilina estadounidense Play-Doh con el nombre de "Supermasa", incluyendo con ella varios accesorios de juego.
Por añadidura, Lilí-Ledy poseía una extensa gama de juegos de mesa, adaptación de varios juegos extranjeros. Lilí-Ledy se destacó también en líneas muy populares como fueron las figuras basadas en series estadounidenses (popularmente transmitidas en México) como «El Hombre Nuclear», «La Mujer Biónica», «Los ángeles de Charlie», «Los Súper Heroes Lilí-Ledy (basados en los estadounidenses «Mego Super Heroes»), «El Hombre Elástico» y su enemigo «El Monstruo Elástico», y las figuras de acción basadas en superhéroes de la compañía DC Comics llamada «Súper Poderes». Uno de sus productos licenciados más exitosos fueron las figuras basadas en la película «La Guerra de las Galaxias". Una de sus particularidades que los hizo buscados entre coleccionistas fue el hecho de que estas ediciones mexicanas presentaban variaciones en tamaño, pintura y estilo con respecto a las originales producidas por Kenner o –inclusive– se crearon figuras que no existían en la línea original. Un ejemplo de esto lo encontramos en la línea de 12 pulgadas de estas figuras; la llamada "El Hombre de las Dunas" (Tusken Raider), el cual en su tiempo no fue producido en 12 pulgadas en Estados Unidos. La línea de figuras de 30 cm también contó con diseño de cajas exclusivas y contando con siete figuras: Darth Vader, Luke Skywalker, Han Solo, Leia Organa, R2-D2, Hombre de las Dunas y Jawa. En cuanto a las figuras de 3"3/4 se produjeron un total de 50 de ellas para la línea Retorno/Regreso del Jedi, además de varios conjuntos de juego y vehículos que complementaban la colección. Anteriormente a esa línea, Lilí Ledy sacó 10 figuras del Imperio Contraataca, 3 de ellas de personajes distintos a los de la línea Retorno/Regreso. Estas figuras tienen características idénticas a las de otros países, lo que hace pensar a varios coleccionistas que no fueron producidas en México, sino que fueron importadas y empacadas por Lilí Ledy para el mercado mexicano.